# Aserbajdsjans Grand Prix 2021
Aserbajdsjans Grand Prix 2021 (officielt navn: Formula 1 Azerbaijan Grand Prix 2021) var et Formel 1-løb, som blev kørt den 6. juni 2021 på gadebanen Baku City Circuit i Baku, Aserbajdsjan. Det var det sjette løb i Formel 1-sæsonen 2021, og 4. gang Aserbajdsjans Grand Prix blev arrangeret.

## Kvalifikation
| Pos.               | Nr. | Kører              | Konstruktør           | Del 1     | Del 2    | Del 3    | Grid |
| ------------------ | --- | ------------------ | --------------------- | --------- | -------- | -------- | ---- |
| 1                  | 16  | Charles Leclerc    | Ferrari               | 1.42,241  | 1.41,659 | 1.41,218 | 1    |
| 2                  | 44  | Lewis Hamilton     | Mercedes              | 1.41,545  | 1.41,634 | 1.41,450 | 2    |
| 3                  | 33  | Max Verstappen     | Red Bull Racing-Honda | 1.41,760  | 1.41,625 | 1.41,563 | 3    |
| 4                  | 10  | Pierre Gasly       | AlphaTauri-Honda      | 1.42,288  | 1.41,932 | 1.41,565 | 4    |
| 5                  | 55  | Carlos Sainz, Jr.  | Ferrari               | 1.42,121  | 1.41,740 | 1.41,576 | 5    |
| 6                  | 4   | Lando Norris       | McLaren-Mercedes      | 1.42,167  | 1.41,813 | 1.41,747 | 91   |
| 7                  | 11  | Sergio Pérez       | Red Bull Racing-Honda | 1.41,968  | 1.41,630 | 1.41,917 | 6    |
| 8                  | 22  | Yuki Tsunoda       | AlphaTauri-Honda      | 1.42,521  | 1.41,654 | 1.42,211 | 7    |
| 9                  | 14  | Fernando Alonso    | Alpine-Renault        | 1.42,934  | 1.42,195 | 1.42,327 | 8    |
| 10                 | 77  | Valtteri Bottas    | Mercedes              | 1.42,701  | 1.42,106 | 1.42,659 | 10   |
| 11                 | 5   | Sebastian Vettel   | Aston Martin-Mercedes | 1.42,460  | 1.42,224 | N/A      | 11   |
| 12                 | 31  | Esteban Ocon       | Alpine-Renault        | 1.42,426  | 1.42,273 | N/A      | 12   |
| 13                 | 3   | Daniel Ricciardo   | McLaren-Mercedes      | 1.42,304  | 1.42,558 | N/A      | 13   |
| 14                 | 7   | Kimi Räikkönen     | Alfa Romeo-Ferrari    | 1.42,923  | 1.42,587 | N/A      | 14   |
| 15                 | 63  | George Russell     | Williams-Mercedes     | 1.42,728  | 1.42,758 | N/A      | 15   |
| 16                 | 6   | Nicholas Latifi    | Williams-Mercedes     | 1.43,128  | N/A      | N/A      | 16   |
| 17                 | 47  | Mick Schumacher    | Haas-Ferrari          | 1.44,158  | N/A      | N/A      | 17   |
| 18                 | 9   | Nikita Masepin     | Haas-Ferrari          | 1.44,238  | N/A      | N/A      | 18   |
| 107%-tid: 1.48,653 |     |                    |                       |           |          |          |      |
| —                  | 18  | Lance Stroll       | Aston Martin-Mercedes | Ingen tid | N/A      | N/A      | 192  |
| —                  | 99  | Antonio Giovinazzi | Alfa Romeo-Ferrari    | Ingen tid | N/A      | N/A      | 202  |
| Kilde:             |     |                    |                       |           |          |          |      |

Noter:
↑1 - Lando Norris blev givet en 3-plads straf for at ikke respektere røde flag i kvalifikationen.
↑2 - Lance Stroll og Antonio Giovinazzi satte begge ikke en tid i kvalifikationen. Stroll blev placeret foran Giovinazzi, fordi han forlod pit lane før Giovinazzi gjorde under kvalifikationen.

## Resultat
| Pos.                                                                | Nr. | Kører              | Konstruktør           | Omgange | Tid/Udgået     | Startpos. | Point |
| ------------------------------------------------------------------- | --- | ------------------ | --------------------- | ------- | -------------- | --------- | ----- |
| 1                                                                   | 11  | Sergio Pérez       | Red Bull Racing-Honda | 51      | 2:13.36,410    | 6         | 25    |
| 2                                                                   | 5   | Sebastian Vettel   | Aston Martin-Mercedes | 51      | +1,385         | 11        | 18    |
| 3                                                                   | 10  | Pierre Gasly       | AlphaTauri-Honda      | 51      | +2,762         | 4         | 15    |
| 4                                                                   | 16  | Charles Leclerc    | Ferrari               | 51      | +3,828         | 1         | 12    |
| 5                                                                   | 4   | Lando Norris       | McLaren-Mercedes      | 51      | +4,754         | 9         | 10    |
| 6                                                                   | 14  | Fernando Alonso    | Alpine-Renault        | 51      | +6,382         | 8         | 8     |
| 7                                                                   | 22  | Yuki Tsunoda       | AlphaTauri-Honda      | 51      | +6,624         | 7         | 6     |
| 8                                                                   | 55  | Carlos Sainz, Jr.  | Ferrari               | 51      | +7,709         | 5         | 4     |
| 9                                                                   | 3   | Daniel Ricciardo   | McLaren-Mercedes      | 51      | +8,874         | 13        | 2     |
| 10                                                                  | 7   | Kimi Räikkönen     | Alfa Romeo-Ferrari    | 51      | +9,576         | 14        | 1     |
| 11                                                                  | 99  | Antonio Giovinazzi | Alfa Romeo-Ferrari    | 51      | +10,254        | 20        |       |
| 12                                                                  | 77  | Valtteri Bottas    | Mercedes              | 51      | +11,264        | 10        |       |
| 13                                                                  | 47  | Mick Schumacher    | Haas-Ferrari          | 51      | +14,241        | 17        |       |
| 14                                                                  | 9   | Nikita Masepin     | Haas-Ferrari          | 51      | +14,315        | 18        |       |
| 15                                                                  | 44  | Lewis Hamilton     | Mercedes              | 51      | +17,668        | 2         |       |
| 16                                                                  | 6   | Nicholas Latifi    | Williams-Mercedes     | 51      | +42,3791       | 16        |       |
| 172                                                                 | 63  | George Russell     | Williams-Mercedes     | 48      | Gearkasse      | 15        |       |
| 182                                                                 | 33  | Max Verstappen     | Red Bull Racing-Honda | 45      | Dæk punktering | 3         |       |
| Ret                                                                 | 18  | Lance Stroll       | Aston Martin-Mercedes | 29      | Dæk punktering | 19        |       |
| Ret                                                                 | 31  | Esteban Ocon       | Alpine-Renault        | 3       | Turbolader     | 2         |       |
| Hurtigste omgang: Max Verstappen (Red Bull) - 1.44,481 (omgang 44)3 |     |                    |                       |         |                |           |       |
| Kilde:                                                              |     |                    |                       |         |                |           |       |

Noter:
↑1 - Nicholas Latifi blev givet en 30-sekunders tidsstraf for ikke at køre ind i pit lane under safety car perioden. Som resultat af straffen gik Latifis slutposition fra 13. pladsen til 16. pladsen.
↑2 - George Russell og Max Verstappen udgik af ræset, men blev klassificeret som færdiggjort, i det at de havde kørt mere end 90% af ræset.
↑3 - Max Verstappen satte den hurtigste omgang, men blev ikke givet et ekstra point for det, da point for hurtigste omgang kun gives hvis køreren slutter i top 10 i ræset.

## Stilling i mesterskaberne efter løbet
| Pos. | Kører           | Point |
| ---- | --------------- | ----- |
| 1    | Max Verstappen  | 105   |
| 2    | Lewis Hamilton  | 101   |
| 3    | Sergio Pérez    | 69    |
| 4    | Lando Norris    | 66    |
| 5    | Charles Leclerc | 52    |

| Pos. | Konstruktør      | Point |
| ---- | ---------------- | ----- |
| 1    | Red Bull-Honda   | 174   |
| 2    | Mercedes         | 148   |
| 3    | Ferrari          | 94    |
| 4    | McLaren-Mercedes | 92    |
| 5    | AlphaTauri-Honda | 39    |